# Euceros digitalis
Euceros digitalis là một loài tò vò trong họ Ichneumonidae.